# ألان بايبس
ألان بايبس (بالإنجليزية: Alan Pipes)‏ هو رسام توضيحي بريطاني، ولد في 19 مارس 1947.